# Halictus subauratus
H. subauratus là một loài Hymenoptera trong họ Halictidae. Loài này được Rossi mô tả khoa học năm 1792.

## Hình ảnh

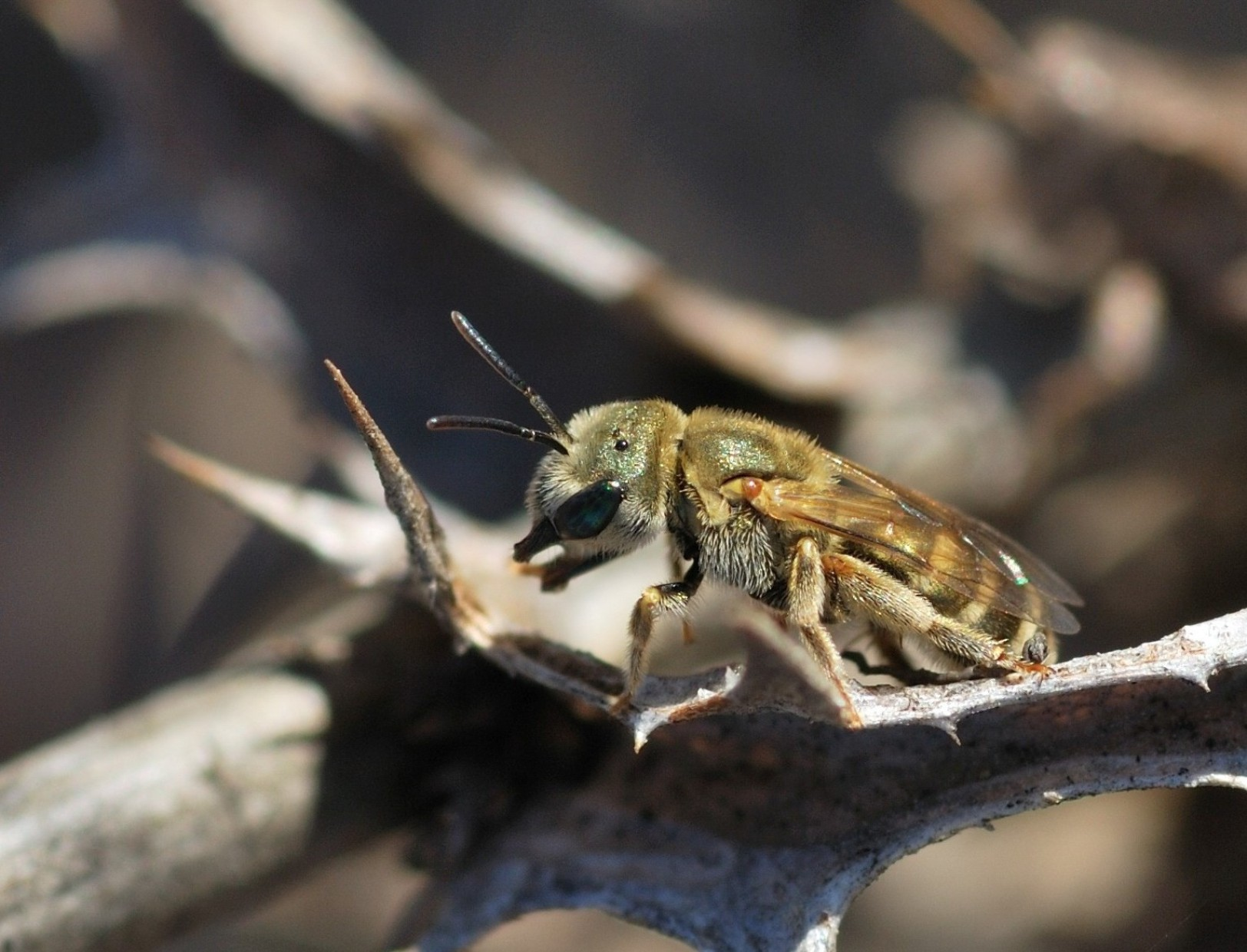